# Kötött tengelyforgás

A kötött tengelyforgás (bal) és a nem forgás (jobb) összehasonlítása

Központi égitest körül keringő testek. A kék-zöld kötött tengelyforgást végez, a szürke-fekete nem

Kötött tengelyforgásnak azt nevezzük, amikor egy égitest (jellemzően egy hold) tengelyforgásának időtartama pontosan megegyezik a keringési idejével, így mindig ugyanazt az oldalát mutatja az anyabolygója felé. Ez a hatás szinkronizált keringésként is ismert. Erre a legismertebb példa a Föld Holdja, de számos ilyen objektum található a Naprendszerben (a Jupiter és a Galilei-féle holdak, stb.).
Rendszerint csak kisebb égitest válik kötött tengelyforgásúvá, ha azonban a két égitest tömegének különbsége és egymástól való távolságuk kicsiny, lehetséges hogy mindkettő „hozzáigazodik” a másikhoz. Ez a helyzet a Pluto-Charon párossal, ahol a pálya excentricitása kicsi. Sokáig ez volt az egyetlen ismert kettős kötött tengelyforgású rendszer, mígnem a Kuiper-övezetben további hasonlóan kötött rendszereket nem találtak. 
Egyes műholdak esetében stabilizálásra használják ezt a hatást.
A pálya megváltozása például egy elvonuló harmadik égitest hatására kimozdíthatja a kisebb égitestet a kötött tengelyforgásból.

## Mechanikája
Ahhoz, hogy egy kisebb (B) égitest kötött tengelyforgásúvá rögzüljön egy nagyobb (A) égitest körül, forgási (rotációs) sebességét meg kell hogy változtassa a nagyobb (A) égitest tömegvonzása által kifejtett forgatónyomaték, mely azokra a domborulatokra hat, melyet a kisebb (B) égitestben az árapály hatás által hozott létre. A kisebb (B) égitest forgástengelye merőleges a pályasíkra, és a forgás értelme megegyező. A két égitest mérete általában jelentősen eltér. Ha mégsem, akkor a folyamat sokkal lassabb. A pálya általában nem kör, tehát a szögsebesség változó, és csak a középső pozíciókban egyezik meg a forgás sebességével. Így például egy hónapon belül a Hold hátoldalából is lehet kisebb részeket látni. Ez a libráció.

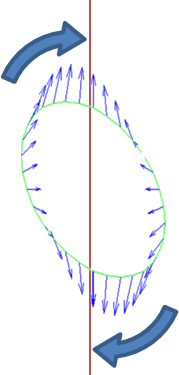
Ha az árapály-jelenség által létrejött domborulatok nem esnek egybe a fő tengellyel, az árapály-erők összege olyan forgatónyomatékként hat, mely az égitestet a tengelyhez igazodó irányba fordítja

Az A égitest gravitációja árapály hatást eredményez a B égitestben, mely B gravitációs egyensúlyi alakját enyhén megváltoztatja, úgy, hogy az A felé irányuló tengely mentén megnyúlik, ellentétben enyhe méretcsökkenést szenved e tengelyre merőleges irányokban. E torzulásokat szilárd tengerjárásnak is nevezzük. Amikor a B égitest még nincs kötött tengelyforgásban, e domborulatok úgy haladnak végig felszínén, hogy az egyik "dagály" az A-hoz legközelebb eső pontot követi. Olyan nagy méretű csillagászati testek esetében, melyek saját tömegvonzásuk miatt gömbhöz közelítő formát vettek fel, az árapály hatás enyhén nyújtott ellipszoidot hoz létre (egy fő tengelye mentén nyújtott tengelyesen szimmetrikus ellipszoidot). Kisebb égitestek is elszenvedik e torzulást, esetükben azonban ez kevésbé szabályos.
Más megközelítésben a gravitációs grádiens fogalmának megértése szükséges ahhoz, hogy világos  legyen az, hogy milyen feltételekkel alakul ki kötött és milyen esetben nem kötött tengelyforgás. Elemi meggondolásokból következik, hogy minél közelebb van egymáshoz és minél nagyobb a tömegkülönbség két gravitáló test között, valamint a kisebb tömegű test tömegeloszlása minél heterogénebb (azaz a súlypontja aszimmetrikus),annál nagyobb lesz a gravitációs grádiens és a kisebb gravitáló testben keletkezett forgatónyomaték. Ez azt fogja eredményezni, hogy az  aszimmetrikus súlypont közelebb fog kerülni a nagyobb gravitáló testhez, kvázi azt "jobban vonzza" és ezért mutatja ugyanazt az oldalát felénk a Hold. A gondolat kísérletet folytatva, ha a Hold bizonyos nagyobb távolságra kerülne a Földtől, akkor csökkenne a gravitációs grádiens és megszűnne a kötött keringés, mert a gravitációs grádiens által keltett forgatónyomaték kisebbé válna azoknál az erőknél, amik létrehozzák egyébként egy keringő gravitáló test saját tengelykörüli forgását, ami még bonyolultabb gravitációs következmény. 

### A pálya változása
A folyamat során megmarad az A–B rendszer szögmomentuma, így ha B lelassul, és forgásszögmomentumot veszít, akkor ugyanennyivel megnő pályaszögmomentuma. Ez abban nyilvánul meg, hogy a keringés felgyorsul, miközben a forgás lelassul. Ha pedig B túl lassan kezd forogni, akkor a folyamat a forgást gyorsítja fel, és a keringést lassítja.

### A nagyobb égitest kötött tengelyforgása
A kötött tengelyforgás kialakulását okozó folyamat a nagyobb égitestre is hat, de nála lassabban alakul ki kötött tengelyforgás, mivel a kisebb test gravitációja kisebb. Például a Hold lassítja a Föld forgását, ami a fosszíliákban nyomon követhető. Jelen becslések szerint a nap hossza így nőtt 6 óráról 24 órára 4 és fél milliárd év alatt. Az atomórák szerint egy évszázad alatt a nap hossza 2,3 ezredmásodperccel nő.  Elegendő idő alatt a Föld is kötött forgásúvá válik a Holdhoz képest. A nap hossza és a holdhónap hossza is nő. A Föld sziderális napjának hossza meg fog egyezni a Hold keringési idejével, ami a mostani 47-szerese lesz. Eddigre azonban a Nap vörös óriássá válik, és elnyeli a párost.
Ha a két test mérete hasonló, akkor hamarabb kötött tengelyforgásúvá válnak egymás körül. A Pluto és a Charon (hold) párosa már elérte azt az állapotot, hogy mindkét égitestről a másiknak csak az egyik féltekéje látható.

## Spin-pálya rezonancia
Ha a pálya excentricitása nagyobb, akkor egy hasonló jelenség lép fel, a rezonancia. Ilyenkor a forgás és a keringés sebességének aránya kifejezhető két kis természetes szám arányával. Például a Merkúr:
{\displaystyle {\frac {T_{\mathrm {keringes} }}{T_{\mathrm {forgas} }}}={\frac {3}{2}}}
Ez azt jelenti, hogy amíg a Merkúr megteszi 88 földi napig tartó pályáját a Nap körül, addig három félfordulatot tesz. A stabilitáshoz hozzájárul, hogy napközelben az árapályerő ötszöröse a naptávolinak. Napközelben a keringés és a forgás sebessége megközelítőleg ugyanaz.
Nagy excentricitás esetén az árapályerők erősebben hatnak akkor, amikor a testek közel vannak egymáshoz. Ha a keringő testnek is van kísérője, akkor ennek hatására a szülő objektum forgássebessége oszcillál. Ennek hatására a pálya ecxentricitása megnő. Ezt nevezik az excentricitás pumpálásának.
Több exobolygóról gondolják úgy, hogy rezonanciában áll. Egy Merkúrszerű bolygó forgás-keringés rezonanciája lehet 3:2, 2:1, vagy 5:2, a pálya excentricitásától függően.

## Előfordulások

### Holdak
A Naprendszerben az összes ismert olyan hold, ami elég nagy ahhoz, hogy gömbölyű legyen, anyaégitestjéhez kötött tengelyforgású.  Ennek oka a közeli pálya, és az árapályerők köbös függése a távolságtól. Másrészről a gázóriások szabálytalan külső kísérői, amelyek távolabb keringenek, nem kötött tengelyforgásúak.
A Pluto-Charon páros a kötött tengelyforgás extrém példája. A Charon egy viszonylag nagy hold, és pályája is nagyon közeli. Emiatt a páros mindkét tagja kötött egymáshoz. A Pluto további holdjai,  Styx, Nix, Kerberos és Hydra forgása kaotikus a Charon miatt. Hasonlóan, az Eris és a Dysnomia is egymáshoz kötött. Az Orcus és a Vanth is egymáshoz kötött tengelyforgású lehet, de ezt még nem támogatja elég adat.
Az aszteroida holdak tengelyforgásának kötött volta nagyrészt ismeretlen, de az egymáshoz közeli párosokról úgy gondolják, hogy egymáshoz kötöttek, ahogy az érintő kettősekről is.

### Hold
A Hold forgása és keringése a Földhöz kötött, így a Föld bármely pontjáról a Holdnak mindig ugyanaz a féltekéje látható. A Hold túlsó oldalának legnagyobb részét csak 1959-ben lehetett először látni, amikor a Luna 3 szovjet űreszköz fényképeket küldött róla.
A Hold egy adott pontjáról megfigyelve a Földet, a Föld mindig ugyanazon a helyen látható, és egy földi nap alatt az egész felszíne látható.
A kötött tengelyforgás ellenére többszöri megfigyelésekkel a Hold felszínének 59%-a látható a Földről. Ennek oka a libráció és a parallaxis. A librációt az okozza, hogy a Hold keringési sebessége nem egyenletes, pályájának excentricitása miatt; a parallaxis pedig egy geometriai hatás: A megfigyelő a Föld felszínén állva távolabb esik a Föld és a Hold középpontját összekötő egyenestől, emiatt 1°-kal többet láthat a Holdból, amikor az a helyi horizont fölött van.

### Bolygók
Egy időben úgy gondolták, hogy a Merkúr a Naphoz szinkronban kering. Ennek az volt az oka, hogy a megfigyelésre legjobb pozíciójában mindig ugyanaz az oldala fordult a Nap felé. Az 1965-ös radarral végzett megfigyelések azonban 3:2-es rezonanciát találtak, ami azt jelenti, hogy három forgás alatt tesz két keringést. Modellek szerint a Merkúr nagyon hamar ebbe az állapotba került, ami létrejötte után 10-20 millió évet jelent.
A Vénusz 583,92 naponta kerül közel a Földhöz; ez megfelel 5,001444 vénuszi szoláris napnak. Így majdnem ugyanazt az oldalát fordítja a Föld felé minden alkalommal. Ennek oka ismeretlen, akár véletlen is lehet.
A 2016-ban felfedezett Proxima Centauri b , ami a Proxima Centauri körül kering, majdnem biztosan kötött tengelyforgású vagy a Merkúrhoz hasonlóan 3:2 rezonanciában áll.
A hipotetikusan kötött tengelyforgású exobolygók egyik fajtája a szemgolyóbolygók, melyek lehetnek forrók vagy hidegek.

### Csillagok
A közeli kettőscsillagokról úgy gondolják, hogy egymáshoz kötött tengelyforgásúak, és a csillagukhoz közel keringő exobolygókról is azt gondolják, hogy csillagukhoz kötött tengelyforgásúak. A MOST által is megerősített példa a  Tau Boötis, ami kölcsönösen kötött tengelyforgású a Tau Boötis b-vel. Ha ez így van, akkor ez majdnem biztosan kölcsönös.

## Kialakulásához szükséges idő
A következő képlettel becsülhető egy égitest kötött tengelyforgásúvá válásának ideje:
{\displaystyle t_{\text{lock}}\approx {\frac {\omega a^{6}IQ}{3Gm_{p}^{2}k_{2}R^{5}}}}
ahol
- {\displaystyle \omega \,} a kezdeti forgásráta radián per másodperc,
- {\displaystyle a\,} az égitest pályájának fél nagytengelye anyaégitestje körül
- {\displaystyle I\,} {\displaystyle \approx 0.4\;m_{s}R^{2}} az égitest tehetetlenségi momentuma, ahol {\displaystyle m_{s}} az égitest tömege és {\displaystyle R} az égitest átlagos sugara,
- {\displaystyle Q\,} az égitest disszipációs függvénye,
- {\displaystyle G\,} a gravitációs konstans,
- {\displaystyle m_{p}\,} az anyaégitest tömege és
- {\displaystyle k_{2}\,} az égitest Love-száma

Ezek közül a legtöbb esetben {\displaystyle Q} és {\displaystyle k_{2}} nehezen becsülhető, kivéve a Holdat, ahol {\displaystyle k_{2}/Q=0,0011}. Egy általános durva becslés: {\displaystyle Q\approx 100} (általában konzervatív, az idő felülbecsléséhez vezet), és
{\displaystyle k_{2}\approx {\frac {1,5}{1+{\frac {19\mu }{2\rho gR}}}},}
ahol
- {\displaystyle \rho \,} az égitest sűrűsége
- {\displaystyle g\approx Gm_{s}/R^{2}} az égitest felszíni gravitációja
- {\displaystyle \mu \,} az égitest merevsége. Ez durván vehető úgy, mint 3·1010 N·m−2 sziklás objektumokra és 4·109 N·m−2 jegesekre.

Még ha ismerjük is az égitest méretét és sűrűségét, még mindig maradnak paraméterek, amelyeket becsülni kell (mint ω, Q és μ); így a számított idők nagyon durva becslések, akár a valódi érték tízszerese is lehet. Továbbá a fél nagytengely is különbözhet a kezdeti értéktől, és a képlet érzékeny erre a paraméterre.
Pontatlanságuk miatt a fenti képletek egyszerűsíthetők, hogy könnyebben lehessen számolni. Feltéve, hogy az égitest gömb alakú, {\displaystyle k_{2}\ll 1\,,Q=100} és feltéve, hogy az eredeti forgási idő 12 óra (a legtöbb aszteroida forgási ideje 2 óra és 2 nap közötti):
{\displaystyle t_{\text{lock}}\approx 6\ {\frac {a^{6}R\mu }{m_{s}m_{p}^{2}}}\times 10^{10}\ {\text{ev}},}
ahol a tömegek kilogrammban, a távolságok méterben, {\displaystyle \mu } Newton per négyzetméterben van mérve. A {\displaystyle \mu } paraméter becslése 3·1010 N·m−2 sziklás objektumokra, és 4·109 N·m−2 jegesekre.
A képlet erősen érzékeny az {\displaystyle a} fél nagytengelyre.
Ha a képletekkel az anyaégitest kötött tengelyforgásúvá válását akartjuk becsülni, akkor az anyaégitest és az egitest szerepét meg kell cserélni.
A képletből következik, hogy ha az összes többi tényező (mint például {\displaystyle Q} és {\displaystyle \mu }) megegyezik, akkor egy nagyobb hold előbb válik kötött tengelyforgásúvá, mint egy kisebb ugyanazon a pályán, mivel {\displaystyle m_{s}\,} az {\displaystyle R} sugár köbével arányosan nő. Erre egy példa a Szaturnusz rendszere, ahol a Hyperion nem kötött tengelyforgású, viszont a távolabb keringő, nagyobb Iapetus az. Ez azonban nem egészen jó példa, mivel a Hyperion forgása a közeli Titan hold miatt kaotikus.
A fenti képletek nagyságrendekkel felülbecsülhetik a kötött tengelyforgás kialakulásához szükséges időt, mivel nem veszik figyelembe {\displaystyle k_{2}/Q} frekvenciafüggőségét. Továbbá nem alkalmazható viszkózus égitestek, mint kettőscsillagok és bizonyos kettős aszteroidák esetén, mivel ekkor nem a merevség, hanem a viszkózusság határozza meg a forgás és a keringés dinamikáját.

## Jelentősége exobolygók esetén
Korábban abból indultak ki, hogy a Napnál kisebb csillagok esetén a lakható zónában a bolygók kötött tengelyforgásúak. Azonban mivel a csillagtól távolabbi oldalon kifagyna a víz és akár a légkör is, azért ez mégsem kedvez az életnek. 
A kötött tengelyforgás kialakulása ellen hat a termikus árapály, amikor a felmelegedéssel szemben tanúsított tehetetlenség miatt a légkör hőmérsékletének változása késik. Így az utánfutó légtömeg lendületet ad. Ez akadályozza például a Vénusz esetén a kötött tengelyforgás kialakulását. Az újabb nézetek szerint mivel még egy ritka légkör is képes megakadályozni a kötött tengelyforgás kialakulását, ami mégis megnöveli az élet esélyét az exobolygókon.

## Kötött tengelyforgású égitestek

### Naprendszer
A Földhöz
- Hold[27]

A Marshoz
- Phobos[28]
- Deimos[29]

A Jupiterhez
- Metis[30]
- Adrastea
- Amalthea[30]
- Thebe[30]
- Io
- Europa
- Ganymedes
- Callisto

A Szaturnuszhoz
- Pan
- Atlas
- Prometheus
- Pandora
- Epimetheus
- Janus
- Mimas
- Enceladus[31]
- Telesto
- Tethys[31]
- Calypso
- Dione[31]
- Rhea[31]
- Titan
- Iapetus[31]

Az Uránuszhoz
- Miranda
- Ariel
- Umbriel
- Titánia
- Oberon[32]

A Neptunuszhoz
- Proteus
- Triton[28]

A Plutóhoz
- Charon (a Pluto is a Charonhoz kötött)[5]

Az Erishez
- Dysnomia[33]

### Naprendszeren kívül
- A Tau Boötis forgása a Tau Boötis b-hez kötött.[21]

A legeredményesebb módszer az exobolygók felfedezéséhez kitakaráson alapul, amivel a csillagokhoz közel keringő bolygók találhatók meg a legeredményesebben. Így a felfedezett exobolygók 85%-a között tengelyforgású zónában kering. Ez megnehezíti a jelenség gyakoriságának becslését.

## Fordítás
Ez a szócikk részben vagy egészben  a   Gebundene Rotation című német Wikipédia-szócikk fordításán alapul.  Az eredeti cikk szerkesztőit annak laptörténete sorolja fel. Ez a jelzés csupán a megfogalmazás eredetét és a szerzői jogokat jelzi, nem szolgál a cikkben szereplő információk forrásmegjelöléseként.
Ez a szócikk részben vagy egészben  a   Tidal locking című angol Wikipédia-szócikk fordításán alapul.  Az eredeti cikk szerkesztőit annak laptörténete sorolja fel. Ez a jelzés csupán a megfogalmazás eredetét és a szerzői jogokat jelzi, nem szolgál a cikkben szereplő információk forrásmegjelöléseként.